# Schizophora (insecto)
Schizophora es una sección taxonómica de moscas con 78 familias, a veces llamadas muscoides, aunque este término es más adecuado para la superfamilia Muscoidea. La sección se subdivide en dos subsecciones,  Acalyptratae y Calyptratae.
El rasgo más característico es la presencia de una estructura especializada usada cuando el adulto emerge del pupario. Es un saco membranoso inflable llamado ptilinio en la cabeza, encima de la base de las antenas. El ptilinio se infla al llenarse de hemolinfa que crea presión y permite romper el pupario a lo largo de una línea más débil. Así el adulto puede salir. Después de la emergencia, el líquido es reabsorbido, el ptilinio se colapsa y el exoesqueleto se cierra.